# Thomas J. Fitzpatrick (Politiker, 1926)
Thomas „Tom“ J. Fitzpatrick (* 29. Juli 1926 in Dublin) ist ein irischer Politiker der Fianna Fáil, der von 1948 bis 1951 sowie erneut zwischen 1965 und November 1982 Abgeordneter (Teachta Dála) des Dáil Éireann, des Unterhauses des Parlaments (Oireachtas) war. Er war zudem von 1977 bis 1978 Parlamentarischer Sekretär beziehungsweise zwischen 1978 und 1979 Staatsminister.

## Leben
Thomas „Tom“ J. Fitzpatrick, der in Dublin den Pub „The Tenure Inn“ betrieb, kandidierte bei der Wahl am 4. Oktober 1961 im Wahlkreis Dublin South Central erstmals für die Fianna Fáil für ein Mandat im Dáil Éireann, dem Unterhaus des Parlaments (Oireachtas). Er erhielt jedoch lediglich 1024 Stimmen (3,19 Prozent) und wurde damit nicht gewählt. Bei der Wahl am 7. April 1965 wurde er in diesem Wahlkreis mit 1349 Stimmen (3,78 Prozent) als fünftbester Bewerber ins Unterhaus gewählt. Bei den darauf folgenden Wahlen am 18. Juni 1969 wurde er nunmehr im Wahlkreis Dublin Central mit 2619 Stimmen (7,99 Prozent) und dem viertbesten Ergebnis in diesem Wahlkreis gewählt sowie am 28. Februar 1973 mit 3807 Stimmen (12,51 Prozent) und nunmehr als Drittplatzierter. Bei der Wahl am 16. Juni 1977 bewarb er sich wiederum im Wahlkreis Dublin South Central und wurde mit 4542 Stimmen (19,3 Prozent) und dem viertbesten Ergebnis wieder zum Abgeordneten des Unterhauses gewählt.
In der Regierung Lynch III bekleidete Fitzpatrick zwischen dem 8. Juli 1977	und dem 1. Januar 1978 zunächst Parlamentarischer Sekretär beim Minister für Post und Telegraphie und Parlamentarischer Sekretär beim Minister für Verkehr und Energie. Im Anschluss fungierte er in dieser Regierung vom 1. Januar 1978	bis zum 11. Dezember 1979 als Staatsminister im Ministerium für Post und Telegraphie sowie zugleich zwischen dem 1. Januar 1978	und dem 15. Juli 1978 als Staatsminister im Ministerium für Verkehr und Energie	beziehungsweise nach einer Umbenennung des Ministeriums vom 15. Juli 1978 bis zum 11. Dezember 1979 als Staatsminister im Ministerium für Tourismus und Verkehr. In diesen Funktionen war er engster Mitarbeiter des damaligen Ministers Pádraig Faulkner. Bei den Wahlen am 11. Juni 1981 wurde er im Wahlkreis Dublin South Central als Viertbester mit 5686 Stimmen (11,62 Prozent) sowie den darauf folgenden Wahlen am 18. Februar 1982 mit 6132 Stimmen (13,02 Prozent) mit dem fünftbesten Ergebnis noch einmal zum Mitglied des Dáil Éireann gewählt. Er kandidierte für die Fianna Fáil bei den Wahlen am 24. November 1982 im Wahlkreis Dublin South Central, verpasste allerdings mit 4616 Stimmen (10,07 Prozent) den Wiedereinzug ins Unterhaus.